# Lucas Luis Dónnelly Carey
Lucas Luis Dónnelly Carey OdeM (* 29. Juli 1921 in General Cabrera, Provinz Córdoba; † 31. August 2012 in O’Higgins, Gran Buenos Aires) war römisch-katholischer Bischof-Prälat von Deán Funes.

## Leben
Lucas Luis Dónnelly war eines von sechs Kindern aus der Ehe von Nicolás Dónnelly Cardiff und Inés Carey Maguirre. Er trat 1935 der Ordensgemeinschaft der Mercedarier bei und legte am 8. Januar 1940 Profess ab. Er studierte am ordenseigenen Instituto de Formación León XIII. in der Villa Rivera Indarte in Córdoba und am jesuitischen Colegio Máximo San José in San Miguel. Er empfing am 21. Dezember 1946 die Priesterweihe in der Kirche des Priesterseminars San José, dem Diözesanseminar des Erzbistums La Plata. Am 25. Dezember 1946 feierte er seine erste Heilige Messe in der Kirche La Merced in Montevideo, Uruguay. Von 1948 bis 1951 absolvierte er ein Doktoratsstudium an der römischen Päpstlichen Universität Gregoriana und wurde zum Doctor theologiae promoviert.
Er hatte verschiedene Ordensämter inne, zuletzt Professor und Subregens des Instituto de Formación León XIII. 1956 wurde er Sekretär der argentinischen Ordensprovinz der Mercedarier, kurz darauf Provinzial in Argentinien und Uruguay. 1959 wurde er für eine Amtszeit wiedergewählt. Von 1963 bis 1968 und von 1970 bis 1973 war er Superior des Convento de La Merced in Córdoba. Von 1970 bis 1973 war er zudem Pfarrer der Gemeinde  La Merced in La Rioja. 1973 wurde er zum Rektor des Instituto de Formación León XIII. ernannt und 1976 wiedergewählt. 1976 erfolgte durch Raúl Francisco Kardinal Primatesta, den Erzbischof von Córdoba die Ernennung zum Vizeassessor der Movimiento Círculos de Juventud. 1979 wurde er zum Superior des Convent San Ramon Nonato in Córdoba gewählt.
Mit Gründung der Territorialprälatur Deán Funes am 25. Januar 1980 durch Papst Johannes Paul II. mit der Päpstlichen Bulle Cum episcopus crucis axeatae aus Gebietsabtretungen des Bistums Cruz del Eje wurde Lucas Luis Dónnelly Carey Generalvikar der Prälatur. Nach dem überraschenden Tod von Prälat Ramón Iribarne Arámburu OdeM wurde Dónnelly am 30. Dezember 1980 von Papst Johannes Paul II. zum Prälaten von Deán Funes ernannt. Der Papst selbst spendete ihm am 6. Januar 1981 die Bischofsweihe; Mitkonsekratoren waren Giovanni Canestri, Weiherzbischof in Rom, und Belchior Joaquim da Silva Neto CM, Bischof von Luz. Die Amtseinführung in der Prälatur fand am 14. März desselben Jahres statt.
Er war in verschiedenen Ämtern in der Bischofskonferenz von Argentinien (AICA) engagiert.
Am 18. Januar 2000 nahm Papst Johannes Paul II. seinen altersbedingten Rücktritt an. Er schloss sich der Fokolarbewegung an und lebte in Mariapoli Lia, einer Modellsiedlung der argentinischen Fokolarbewegung in O’Higgins in der Nähe von Buenos Aires.